# Joachim Friedrich Siemers (Mediziner, 1792)

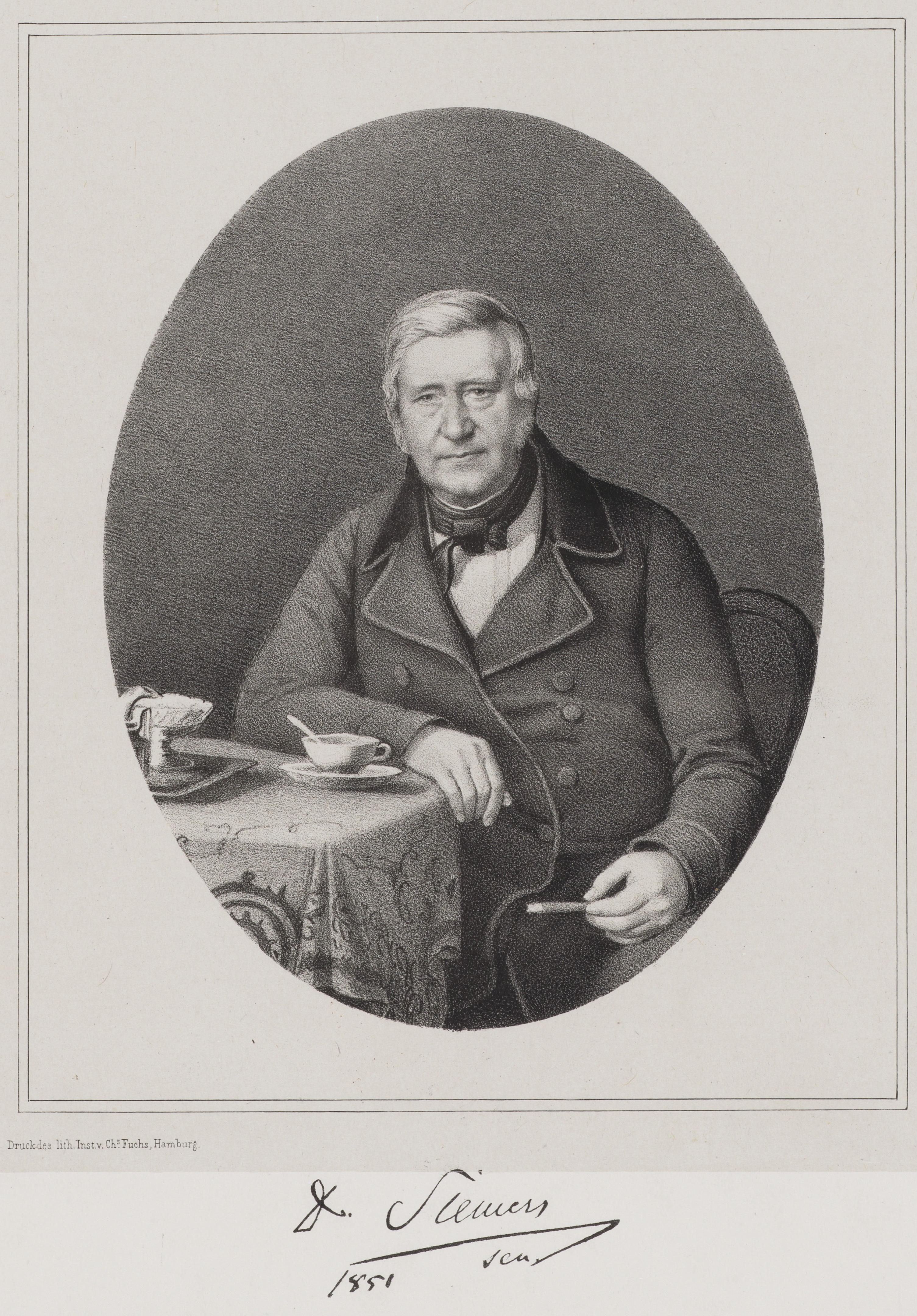
Joachim Friedrich Siemers (um 1851)

Joachim Friedrich Siemers (* 20. April 1792 in Hamburg; † 25. Januar 1863 in Oldenburg) war ein deutscher Mediziner, der als praktischer Arzt, Naturforscher und Freimaurer in Hamburg wirkte.

## Leben

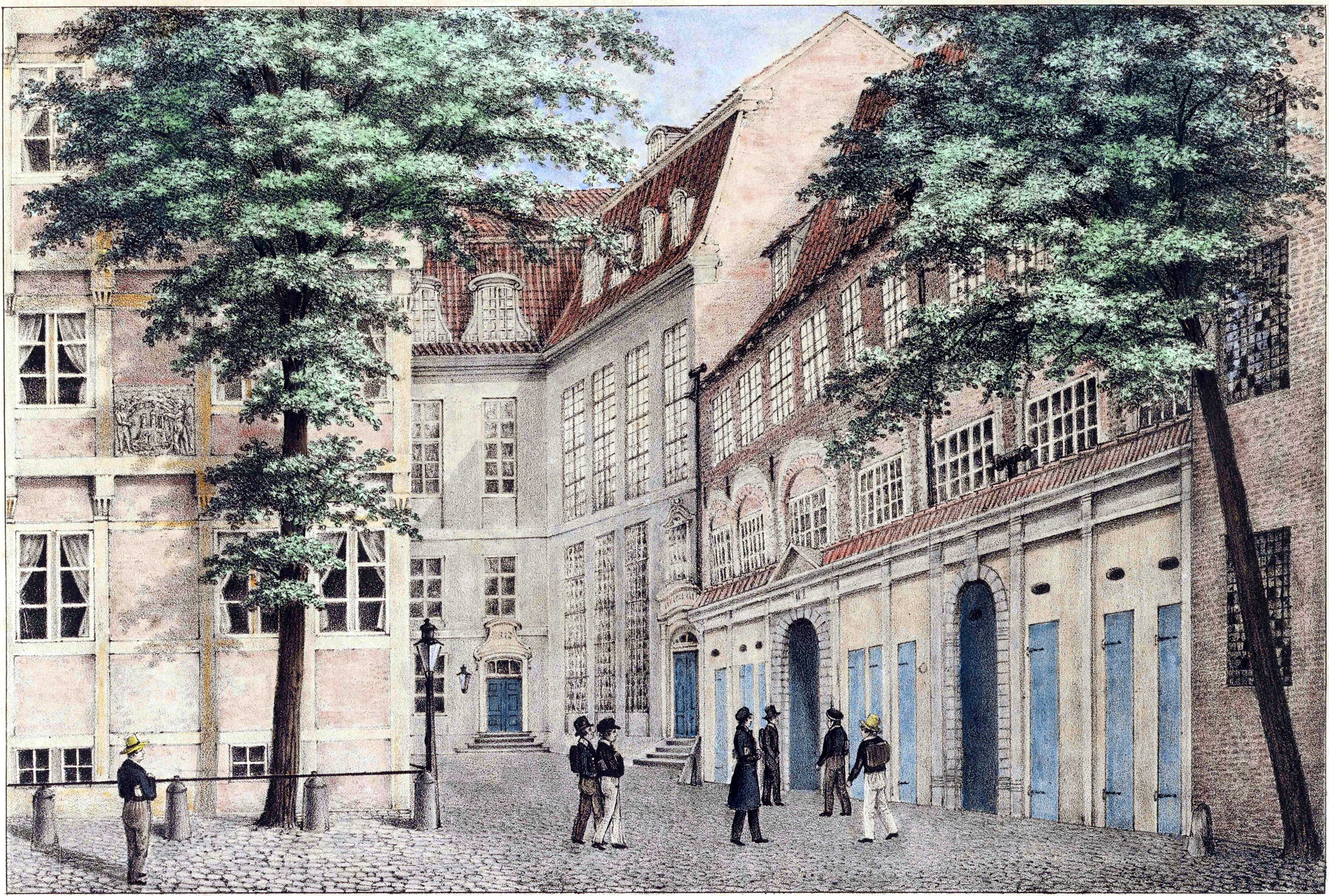
Johanneum im alten St. Johannis-Kloster

Joachim Friedrich Siemers war ein Sohn des Hamburger Kaufmanns Georg Johann Heinrich Siemers (1763–1846) und dessen Ehefrau Catharina Elisabeth Johanna (1772–1854), geborene Zastrow. Er hatte 7 Geschwister. Der Hamburger Kaufmann und Inhaber der Firma G.J.H. Siemers & Co. Georg Johann Heinrich Siemers (1794–1876) war sein Bruder und der Hamburger Kaufmann, Reeder und Stifter Edmund Siemers war sein Neffe.
Joachim Friedrich Siemers besuchte das Johanneum in Hamburg, studierte in Montpellier und an der Julius-Maximilians-Universität Würzburg Medizin und wurde 1817 in Würzburg mit seiner Dissertation Die Idee der Krankheit promoviert. Anschließend wirkte er in Hamburg als Arzt am Andreasbrunnen, war Vorsteher der Rettungsanstalt und unterrichtete Physiologie und Hygiene am akademischen Gymnasium.
Er war Sekretär des Naturwissenschaftlichen Vereins in Hamburg und im Jahr 1836 Gründungsmitglied und Sekretär des Garten- und Blumenbau-Vereins für Hamburg, Altona und deren Umgegenden.
Wie sein Vater und sein Bruder wurde auch Joachim Friedrich Siemers in den Bund der Freimaurerei aufgenommen und Mitglied der Freimaurerloge „Emanuel zur Maienblume“, als deren Meister vom Stuhl er später im Jahr 1838 als Ehrenmitglied in die Große National-Mutterloge „Zu den drei Weltkugeln“ aufgenommen wurde.
Joachim Friedrich Siemers wurde am 2. Januar 1853 unter der Präsidentschaft von Christian Gottfried Daniel Nees von Esenbeck mit dem akademischen Beinamen Unzer unter der Matrikel-Nr. 1656 als Mitglied in die Kaiserliche Leopoldino-Carolinische Akademie der Naturforscher aufgenommen.
Der Mediziner Joachim Friedrich Siemers (1824–1889) war sein Sohn.
Ein von Friedrich Adolph Hornemann gemaltes Porträt von Joachim Friedrich Siemers wird in der Staats- und Universitätsbibliothek Hamburg aufbewahrt.

## Veröffentlichungen (Auswahl)
- Die Idee der Krankheit. Inaugural-Abhandlung, Universität Würzburg, Nitribitt, Würzburg 1816 (Digitalisat)
- Erfahrungen über den Lebensmagnetismus und Somnambulismus. Commissions-Bericht an die Königl. med. Akademie zu Paris, von Husson, und Resultate der Praxis einiger Hamburger Aerzte, so wie des Verfassers. Campe, Hamburg 1835 (Digitalisat)
- Vorlesungen über Anthropologie, Physiologie und Diätetik für Gebildete aller Stände gehalten im akademischen Gymnasium zu Hamburg. Weber, Leipzig 1852 (Digitalisat)